# Kostel svatého Augustina (Paříž)
Římskokatolický kostel svatého Augustina je farní kostel v 8. obvodu v Paříži, na náměstí  Place Saint-Augustin  postavený v letech 1860-1871. Stavba představuje směs románského a byzantského slohu a je od roku 1975 chráněná jako historická památka.

## Historie
Kostel byl postaven v letech 1860–1871 za Druhého císařství v rámci přestavby Paříže, kterou vedl prefekt Haussmann. Kostel byl postaven uprostřed trojúhelníkového náměstí, které tvoří křižovatku několika velkých ulic (Boulevard des Malesherbes, Boulevard Haussmann, Rue de la Boétie a Rue Pépinière).
V tomto kostele se na víru obrátil Karel de Foucauld, kterého ovlivnil vikář zdejší farnosti abbé Huvelin.

## Architektura
Kostel navrhl architekt Victor Baltard, který rovněž postavil pařížskou tržnici. Kostel je originální více svou konstrukcí nežli svým eklektickým stylem napodobujícím románskou a byzantskou architekturu. Jedná se totiž o první stavbu, kdy bylo ve velkém měřítku použito kovové žebroví podpírající klenbu. Stavba měří 100 metrů na délku a výška kupole je 80 metrů. Díky kovové konstrukci nejsou v lodi obvyklé opěrné pilíře. Protože vyhrazený pozemek nebyl pravidelný obdélník, má kostel neobvyklý půdorys. Zatímco jižní fasáda je úzká, chór je velmi rozsáhlý a navíc jsou k němu připojeny kaple.
Jižní průčelí zdobí symboly čtyř evangelistů umístěné nad portálem, pod rozetou jsou sochy dvanácti apoštolů.
Interiér je zdoben sochami andělů umístěných na sloupech galerie. Okna v lodi mají vitráže s vyobrazeními biskupů a mučedníků prvních staletí.
Velké varhany vytvořil Charles Spackman Barker v roce 1868. Jako jedny z prvních byly napojeny na elektrický proud. Druhé varhany na kůru pocházejí z roku 1899.